# Fanuel Kenosi
Fanuel Kenosi (* 3. Mai 1988 in Palapye, Central District, Botswana) ist ein botswanischer Leichtathlet. Seine Disziplinen sind die Sprintstrecken 100-, 200- und 400-Meter-Lauf. Bei einer Körpergröße von 1,70 m hat er ein Wettkampfgewicht von 60 kg.

## Leben
Fanuel Kenosi wurde in Palapye geboren und wuchs in Kanye auf. Er hat drei Brüder und zwei Schwestern. Kenosi wohnt in Botswanas Hauptstadt Gaborone. Sponsoring erhält er von G4S.

## Erfolge
Bei den Olympischen Spielen 2008 in Peking schied er im 200-Meter-Lauf im Vorlauf als Fünfter mit 21,09 s aus. Auf den Tag genau ein Jahr später schied er ebenfalls als Fünfter des 200-Meter-Vorlaufs bei den Leichtathletik-Weltmeisterschaften in Berlin aus, diesmal mit 21,75 s.
In der 4-mal-100-Meter-Staffel stellte er am 13. November 2011 in Maputo als zweiter Läufer mit 39,09 s einen neuen botswanischen Rekord auf.
Seine Bestleistung auf 200 Metern liegt bei 20,72 s, die er am 4. Mai 2008 bei den 16. Afrikameisterschaften in Addis Abeba auf mehr als 2000 Metern über dem Meeresspiegel lief. Mit dieser Zeit, dem damaligen botswanischen Rekord, gewann er die Bronzemedaille. Der aktuelle botswanische Rekord über 200 Meter liegt bei 20,63 s, gelaufen von Yateya Kambepera am 21. April 2012. Im 100-Meter-Lauf liegt Fanuel Kenosis Bestzeit bei 10,58 Sekunden, die er am 18. Juli 2007 bei seinem vierten Platz bei den Panafrikanische Spielen in Algier lief, im 400-Meter-Lauf bei 47,09 s vom 6. April 2008 bei einem Internationalen Meeting in Réduit, Mauritius, das er gewann.